# Духота Василь Іванович
Василь Іванович Духо́та (нар. 10 січня 1926, Старі Петрівці) — український художник декоративної кераміки.

## Біографія
Народився 10 січня 1926 року в селі Старих Петрівцях (нині Вишгородський район Київської області, Україна). Брав участь у німецько-радянській війні. Нагороджений орденом Вітчизняної війни ІІ-го ступеня (6 квітня 1985). 1955 року закінчив Київське училище прикладного мистецтва, де навчався у Дмитра Головка, Ніни Ган, Олександри Грядунової, Федора Олексієнка.
Упродовж 1955—1957 років працював на Полонському фарфоровому заводі; у 1957—1986 роках очолював відділ художньої кераміки та обробки дерева Центральної художньої-експериментальної лабораторії Укрхудожпромспілки (з 1977 року — Центрального художньо-конструкторського технологічного бюро Укрхудожпрому) у Києві.

## Творчість
У традиціях української нарадної іграшки створював скульптурки у вигляді вершників, тварин, птахів, а також посуд, оздоблюючи підполивним розписом або вкриваючи кольоровими поливами. Серед робіт:
серії майолікових статуеток
- «Бійці революції» (1967);
- «Звірі» (1970);

скульптурки виконані у 1960–ті — 1990-ті роки
- «Лось»,;
- «Олені»;
- «Козлик»;
- «Баранець»;
- «Лисичка»;
- «Козак Мамай»;
- «Лісова пісня»;
- «Рідна мова».

Брав участь в обласних, всеукраїнських мистецтких виставках з 1965 року.
Окремі вироби майстра зберігаються у Національному музеї українського народного декоративного мистецтва у Києві, Національному музеї-заповіднику української військової звитяги у селі Нових Петрівцях.